# Río Cojímar
El río Cojímar es un curso fluvial cubano que recorre 10 km del oeste de la isla. Nace en la Llanura de La Habana-Matanzas, al este de la provincia de La Habana y fluye hacia el noroeste, desembocando en la Boca de Cojímar, en el estrecho de Florida. 
Actúa como un suplemento de agua dulce para La Habana. Se encuentra en el municipio de La Habana del Este. Posee 5 afluentes. A ambos lados de su desembocadura se encuentran Cojímar y Alamar, respectivameente. 